# Miss Mundo 1972
Miss Mundo 1972 fue la 22.ª edición anual de este certamen, cuya final se celebró en el Royal Albert Hall de Londres, el 1 de diciembre de 1972, transmitido por la BBC. 53 candidatas compitieron por la corona, cuya ganadora fue Belinda Green de Australia. Green fue la segunda ganadora de su país en apenas cuatro años.

## Resultados
| Resultados Finales      | Finalistas |
| ----------------------- | --- |
| Miss Mundo 1972         | - Australia - Belinda Roma Green |
| 1° Finalista            | - Noruega - Ingeborg Sørensen |
| 2° Finalista            | - Israel - Hanna Urdan |
| 3° Finalista            | - Austria - Ursula Pacher |
| 4° Finalista            | - India - Malathi Basappa |
| 5° Finalista            | - Finlandia - Tuula Anneli Björkling |
| 6° Finalista            | - Reino Unido - Jenny McAdam |
| Semifinalistas (Top 15) | - Estados Unidos - Lynda Carter - Filipinas - Evangeline Reyes - Guam - Marylou Pangelinan - México - Gloria Gutiérrez - Seychelles - Jane Stravens - Sudáfrica - Stephanie Reinecke - Tailandia - Jintana Jitsophon - Yugoslavia - Biljana Ristić |

## Candidatas
53 candidatas participaron en el certamen.
| - África del Sur - Cynthia Shange - Alemania - Heidemarie Renate Weber - Argentina - Olga Edith Cognini Ferrer - Aruba - Sandra Werleman - Australia - Belinda Roma Green - Austria - Ursula (Uschi) Pacher - Bahamas - Heather (Hedda) Cleare - Bélgica - Anne-Marie Roger - Bermudas - Helen Brown - Botsuana - Agnes Motswere Letsebe - Brasil - Ângela Maria Favi - Canadá - Bonny Brady - Costa Rica - María Victoria (Vicki) Ross González - Ecuador - Patricia Falconí - España - María del Rocío Martín Madrigal - Estados Unidos - Lynda Jean Córdoba Carter - Filipinas - Evangeline Rosales Reyes - Finlandia - Tuula Anneli Björkling - Francia - Claudine Cassereau - Gibraltar - Rosemarie Vivian Catania - Grecia - Helen Lykissa - Guam - Maria Louise (Marylou) Pangelinan - Holanda - Monique Borgeld - Honduras - Doris van Tuyl - Hong Kong - Gay Mei-Lin - India - Malathi Basappa - Irlanda - Pauline Therese Fitzsimons | - Islandia - Rósa Helgadóttir - Israel - Hanna Urdan - Italia - Laura Romano - Jamaica - Gail Geraldeen Phillips - Japón - Akiko Kajitani - Liberia - Cecelia Armena King - Malasia - Janet Mok Swee Chin - Malta - Jane Attard - Mauricio - Marie Ange Bestel - México - Gloria Gutiérrez López - Noruega - Ingeborg Marie Sørensen - Nueva Zelanda - Kristine Dayle Allan - Paraguay - Rosa Angélica Mussi - Portugal - Anita Marques - Puerto Rico - Ana Nisi Goyco Graciani - Reino Unido - Jennifer Mary McAdam - República Dominicana - Teresa Evangelina Medrano - Seychelles - Jane Edna Straevens - Singapur - Rosalind Lee Eng Neo - Sudáfrica - Stephanie Elizabeth Reinecke - Suecia - Rita Berntsson - Suiza - Astrid Vollenweider - Tailandia - Jintana Jitsophon - Turquía - Feyzal Kibarer - Venezuela - Amalia Heller Gómez - Yugoslavia - Biljana Ristic |

## Sobre los países en Miss Mundo 1972

### Debut
- Botsuana
- Singapur

### Retiros
- Ceilán
- Chipre
- Corea del Sur
- Guyana
- Luxemburgo
- Nicaragua
- Panamá
- Trinidad y Tobago
- Túnez

### Regresos
- Compitió por última vez en 1968:
  -  Honduras
- Compitieron por última vez en 1969:
  -  Costa Rica
- Compitieron por última vez en 1970:
  -  Hong Kong
  -  Liberia

### Crossovers
| Miss Universo - 1972: Austria - Uschi Pacher - 1972: Bélgica - Anne-Marie Roger (Top 12) - 1972: Bermudas - Helen Brown - 1972: Canadá - Bonny Brady - 1972: Francia - Claudine Cassereau - 1972: Nueva Zelanda - Kristine Dayle Allan - 1972: Reino Unido - Jennifer Mary McAdam (Cuarta finalista representando a Inglaterra) - 1973: Irlanda - Pauline Teresa Fitzsimons - 1973: España - María del Rocío Martín Madrigal (3rd Runner up) | Miss Internacional - 1969: Noruega - Ingeborg Marie Sørensen (Semifinalista) - 1971: Honduras - Doris van Tuyl - 1972: Canadá - Bonny Brady - 1973: Finlandia - Tuula Anneli Björkling (Ganadora y Mejor Traje Nacional) - 1973: Irlanda - Pauline Teresa Fitzsimons Miss Europa - 1973: Irlanda - Pauline Teresa Fitzsimons |